# Henric I de Leuven
Henric I a fost conte de Louvain între 1015 și 1038.
1. ↑  Katalog der Deutschen Nationalbibliothek, accesat în 30 mai 2020
2. 1 2  The Peerage
3. ↑  Katalog der Deutschen Nationalbibliothek, accesat în 10 iunie 2020